# مارینو پرانی
مارینو پرانی (به ایتالیایی: Marino Perani) بازیکن فوتبال و اهل ایتالیا است 

## تیم ملی
از سال ۱۹۶۶ میلادی عضو تیم ملی فوتبال ایتالیا بوده و در ۴ بازی ملی حضور داشته‌است. او در بازی‌های ملی‌اش ۱ گل به ثمر رساند.
مارینو پرانی آخرین بازی ملی خود را در سال ۱۹۶۶ میلادی انجام داد.